# Nogent-sur-Marne
Nogent-sur-Marne je vzhodno predmestje Pariza in občina v osrednji francoski regiji Île-de-France, podprefektura departmaja Val-de-Marne. Leta 1999 je imelo naselje 28.191 prebivalcev.

## Geografija
Nogent-sur-Marne leži ob reki Marni 12 km vzhodno od središča Pariza. Na severu meji na Fontenay-sous-Bois, na vzhodu na Le Perreux-sur-Marne, na jugu na Joinville-le-Pont in Champigny-sur-Marne, na zahodu pa ga omejuje Vincennski gozd.
Občino sestavlja sedem četrti: Beauté Baltard, Le Bois-Porte de Nogent, Nogent Village, Plaisance, Le Port sous la Lune, Les Viselets in Les Maréchaux.

## Administracija
Nogent-sur-Marne je sedež istoimenskega kantona kot tudi okrožja, v katerega so poleg njegovega vključeni še kantoni Bry-sur-Marne, Champigny-sur-Marne-Center/Vzhod/Zahod, Chennevières-sur-Marne, Fontenay-sous-Bois-Vzhod/Zahod, Joinville-le-Pont, Ormesson-sur-Marne, Le Perreux-sur-Marne, Saint-Mandé, Villiers-sur-Marne in Vincennes-Vzhod/Zahod.

## Zgodovina
V srednjem veku je bilo na ozemlju Nogenta zgrajenih več gradov. Le Chateau de Plaisance iz 13. stoletja je v letu 1375 gostil francoskega kralja Karla V. in njegovo ženo Ivano Bourbonsko. Kar je od njega ostalo, je hiša, v kateri se sedaj nahaja privatna bolnišnica, in spodnji del vrtnega obzidja. Le Chateau de Beauté sur Marne iz 14. stoletja, prav tako kraljeva rezidenca, je bil porušen v letu 1626 s strani kardinala Richelieuja.
V 17. stoletju je Nogent postal pribežališče srednjega razreda, do tedaj večinoma v rokah kmetov-vinogradnikov. Izgradnja dveh železniških prog Pariz-Mulhouse in Bastille-La Varenne sredi 19. stoletja je priseljevanje še pospešila. Prvotni viadukt, porušen med francosko-prusko vojno, so obnovili italijanski priseljenci, večinoma iz province Piacenze (dolina Nure) in Južne Tirolske.
28. februarja 1887 se je iz občine izločilo več kot pol ozemlja, na katerem je nastala nova občina Le Perreux-sur-Marne. V letu 1929 je občina Nogent-sur-Marne izgubila majhen del svojega ozemlja na račun širitve Pariza (vzhodni rob Vincennskega gozda).

## Pobratena mesta
- Boleslawiec (Poljska),
- Castiglione dei Pepoli (Italija),
- Nazaré (Portugalska),
- Siegburg (Nemčija),
- Val Nure (Italija),
- Yverdon-les-Bains (Švica).